# Папир
Папир или хартија је танак слој целулоидних влакана најчешће правоугаоног облика који у већини случајева служи за штампање, писање или цртање по њему. Прави се разних облика и формата, као и разних боја.
Најбољи папир се прави од биљака које садрже много целулозе у својим влакнима или од крпа од природних материјала као што су памук и лан. Кинези су тврдили да им је јефтиније да производе хартију него свилу и да је она погоднија за писање од трака дрвета или бамбуса, нарочито за неке дугачке књиге. На западу је папир заменио пергамент као најпогоднија подлога за писање.
Процес прављења целулозног папира је развијен у Кини током раног 2. века, вероватно још 105. године. Значајну улогу у развоју папира је имао Цај Лун дворски евнух династије Хан. Постоје и ранији археолошки фрагменти папира који датирају из 2. века п. н. е. у Кини.

## Почеци
Хартију је измислио Цај Лун, дворјанин кинеских царева династије Источни Хан. Производили су га од бамбуса, лубја и крпа размочених у води. Они су током 700 година држали у тајности начин производње хартије, све док муслимани за њу нису сазнали од једног од заробљених Кинеза након битке код Таласа 751.
Како тврди Са'алеби (умро 1038), борба између Зијада ибн Салиха и турских владара, ојачаних снагама њихових кинеских савезника, избила је око 752. године у близини реке Тараз на северу Месопотамије. Та Област се у традиционалној исламској литератури називала Туркестан зато што су ту претежно живели народи турског порекла. По завршетку борбе, Зијад је са собом повео и групу кинеских заробљеника, међу којима је било и оних који су добро познавали процес производње кинеског папира. Они су се касније настанили у Самарканду, где су развили занат којим су се традиционално бавили. Производња кинеског папира од тада је постала све учесталија, а занатлије које су се бавиле тим занатом биле су све славније и познатије. Иако се производња кинеског папира веома брзо ширила у другим градовима у калифату, ипак произвођачи „самаркандског папира”, као првог облика папира у исламској цивилизацији, засвагда су очували своју славу и традицију.
Потом се ово сазнање проширило и на Европу и радионице за израду папира појавиле су се свуда где је било довољно воде за производњу папира. Око 800. у Багдаду се прави прва фабрика папира. Производња се ширила преко Сирије и Египта на Сицилију и у Андалузију. Тако се у 13. веку папир проширио Европом и заменио скупоцјени и ретки папирус и пергамент.
У 19. веку је индустријализација знатно редуковала трошак производње папира. Године 1844. је канадски инвеститор Чарлс Фенерти и Немац Ф. Г. Келер независно развили процесе за пулповање дрвених влакана.

## Рани извори влакана
Пре индустријализације папирне продукције најзаступљенији извор влакана су била рециклирана влакна из кориштеног текстила, зване крпе. Крпе су биле од конопље, лана и памука. Процес за уклањање штампарског мастила са рециклираног папира је изумео немачки правник Јустус Клапрот 1774. године. Данас се тај метод назива деинковањем. Тек након увођења дрвене пулпе 1843. године је продукција папира постала независна од рециклираног материјала из отпадног текстила.

## Етимологија
Реч „папир“ је етимолошки изведена из латинске речи papyrus, која потиче од грчке πάπυρος (papuros), назива за Cyperus papyrus биљку. Папирус густ, папиру сличан материјал који се производи из сржи биљке Cyperus papyrus, која је кориштена у античком Египту и другим Медитеранским културама за писање пре увођења папира на Блиском истоку и у Европи. Мада је реч папир етимолошки изведена из папируса, ова два материјала се веома различито производе и развој првог је независтан од развоја другог. Папирус је ламинација природних биљних влакана, док се папир производи од влакана чија су својства промењена натапањем.

## Производња папира
Као сировину, Кинези су користили кору дуда или бамбус, Европљани су користили старе крпе од памука и лана, док се данас дрвета тачније од целулозе. Папир је изразито значајно допринео просвети и науци. Проналазак папира сматра се једним од показатеља почетка новог века. Користи се у разне сврхе и може се наћи у разним облицима.
Основно средство за ручну производњу хартије је калуп за захватање натопљене пулпе. Добри калупи са истока су лепо израђени и имали су оквир са шаркама за држање сита. Мајстор наизменично спушта и извлачи калуп из базена и лагано га тресе да би се пулпа раширила по ситу. Стезаљке се затим отворе а сито се извади. Калупи на Западу имају сито од танке жице уместо бамбуса.
Мајстор ставља калуп у базен, пулпа се скупља на калупу а течност се цеди остављајући на ситу веома танак слој влакана. Цеђење се ради када влакна направе влажан лист папира. Листови се слажу један преко другог, а вода се циједи притиском камена или помоћу пресе која личи на штампарску. Исламски мајстори први су направили хартију у боји. Они су на њу наносили чак и златне или сребрне значкице. Данас имамо хартију у свим могућим бојама. Нарочита хартија као она што су је правили муслимани може се користити за писање диплома или свједочанстава.

### Хемијско пулповање
Да би се формирала пулпа од дрвета, процесом хемијског пулповања се одваја лигнин од целулозних влакана. То се остварује растварањем лигнина у врелој течности, тако да се може испрати из целулозног садржаја, уз очување дужине целулозних влакана. Папир направљен од хемијских пулпи је исто тако познат као бездрвни папир – што не треба мешати са папиром који није направљен од стабала, већ од друге биомасе. Назив бездрвни даје индикацију да папир не садржи лигнин, до чије детериорације долази током времена. Пулпа исто тако може да буде избељена ради продукције белог папира, мада је тиме обухваћено 5% влакана; процеси хемијског пулповања се не користе за прављење папира израђеног од памука, који сам по себи садржи 90% целулозе.
Постоје три главна типа хемијског пулповања: сулфитни процес датира из 1840-их и то је био доминантан метод до Другог светског рата. Сулфатни процес, до чијег изума је дошло током 1870-их и који је први пут ушао у употребу током 1890-их, у данашње време је најзаступљенија стратегија. Једна од његових предности је хемијска реакција са лигнином којом се ослобађа топлота, што се може користити за погон генератора. Већина операција пулповања које користе сулфатни процес су нето доприносиоци електричном снабдевању, или се њима произведена струја користи за погон оближње фабрике хартије. Још једна предност је да овај процес опоравља и поново користи све неорганске хемијске реагенсе. Содно пулповање је још један специјализовани процес који се користи за пулповање сламе, багасе и тврдог дрвета са високим силикатним садржајем.

### Механичко пулповање
Постоје два главна типа механичких пулпи: термомеханичка пулпа (TMP) и земнодрвена пулпа (GW). У термомеханичком процесу, дрво је уситњава, а затим храни у парно грејане уређаје за рафинацију, где се пиљевина стиска и претвара у влакна између два челична диска. У земнодрвном процесу, трупци очишћени од коре се хране у млинове у којима се притискају на ротирајуће камене точкове да би се ослободила влакна. Механичким пулповањем се не уклања лигнин, те је принос веома висок, >95%, међутим папир произведен на овај начин временом пожути и постаје крхак. Механичке пулпе имају прилично кратка влакна, и стога се добија слаб папир. Мада су велике количине електричне енергије потребне за производњу механичке пулпе, њена производња кошта мање од хемијског приступа.

### Деинкована пулпа
Процеси рециклаже папира могу да користе пулпу произведену било хемијским или механичким путем; њеним мешањем са водом и применом механичког рада водоничне везе у папиру могу бити разложене и влакна поново одвојена. Највећи део рециклованог папира садржи и нова влакана додата ради одржавања квалитета; генерално говорећи, деинкована пулпа је истог или нижег квалитета него сакупљени папир од кога је формирана.
Постоје три главне класификације рециклованих влакана:
- Интерни отпад при производњи папира – Овим је обухваћен сав подстандардан папир, као и онај настао у самој фабрици али је инконзистентног квалитета, те се стога враћа у производни систем да би се репулпирао у папир. Такав папир изван спецификације се не продаје и често се не класификује као оригинална рециклирана влакна. Већина фабрика папира је имала дугогодишњу праксу рециклирања сопственог отпада, дуго пре него што је рециклирање у ширем смислу стекло популарност.
- Преконзумациони отпад – Ово су исечци и прерадни отпад, као што су гиљотински одсечци и отпад ковератних отвора; они се стварају изван фабрике папира и потенцијално могу да заврше на депонијама. Преконзумациони отпад је извор оригиналних рециклираних влакна; њиме је обухваћен и деинковани преконзумациони отпад (рециклирани материјал који је био штампан, али није доспео до ступња своје намењене крајње употребе, као што је отпад од принтера и непродате публикације).[11]
- Постконзумациони отпад – Ово су влакна из папира који је био кориштен за своју наменску крајњу употребу и тиме су обухваћени канцеларијски отпад, папир часописа и новина. Како је највећи део овог материјала био штампан – било дигитално или применом конвенционалнијих приступа као што су литографија или ротогравура – он се рециклира било као штампани папир или прво пролази кроз процес деинковања.

Рецикловани папири могу да буду направљени од 100% рециклованих материјала или блендирањем са новом пулпом, мада они генерално нису јаки, нити светли, као што је нов папир.

### Адитиви
Осим влакана, пулпа може да садржи пуниоце као што су креда или каолинит, који побољшавају њене карактеристике у погледу штампања или писања. Адитиви за шлихтовање (подешавање) могу да буду помешани са пулпом или примењени на папирну основу касније у производном процесу; сврха шлихтовања је да се успостави коректан ниво површинске апсорбанције да би папир био подесан за примену мастила или боје.

### Формирање папира
Пулпа се уноси у машину за прављење папира у којој се формира папирна мрежа и вода се уклања пресовањем и сушењем. Пресовањем листова се дејством силе уклања вода; након што је вода истиснута из листа, специјална врста филца, који не треба мешати са традиционалним, користи се за сакупљање воде; док кад се ручно израђује папир, уместо тога се користи водоупијајући лист.
Сушење се врши помоћу ваздуха или топлоте, ради уклањања воде из папирних листова. У раним данима прављења папира то је рађено качењем листова попут веша; у данашње време се користе разне форме механизама за сужење загревањем. У машинама за прављење папира су најзаступљенији сушачи на парно загревање. Они могу да достигну температуре преко 200 °F (93 °C) и користе се у дугим секвенцама од преко четрдесет јединица, при чему ослобођена топлота може лако да осуши папир до мање од шест процената влаге.

### Дорада
Папир може да буде подвргнут шлихтовању да би се подесила његова физичка својства и учинио подесним за разне видове примене. Папир је у овој тачки необложен. Обложени папир поседује танак слој материјала као што је калцијум карбонат или каолинит нанесен на једну или обе стране, да би се површина учина подеснијом за растерске обраде високе резолуције. (Необложени папир је ретко подесан за штампање у резолуцијама изнад 150 lpi.) Површине обложеног и необложеног папира могу да буду полиране помоћу календера. Обложени папири се деле на мат, семи-мат или свилен, и глазиране. Глазирани папири омогућавају највишу оптичку густину при штампању слика.
Папир се затим ставља на котуре ако је намењен употреби на штампарским машинама, или се сече у листове за друге штампарске процесе или друге сврхе. Влакна у папиру базично иду у машинском смеру. Листови се обично секу „дугозрно”, нпр. са зрнима паралелном дужом димензијом листа. Континуирана форма папира (или континуирани листовни папир) се сече до ширине са отворима избушеним дуж ивица, и савија у стогове.

#### Финоћа папира
Сав папир произведен машинама за папир као што је Фордринерова машина је униформни папир, нпр. жичана трака којом се транспортује папир оставља образац који има исту густину дуж и попреко папирних зрна. Текстурни финиши, водени жигови и жичани обрасци којима се имитира ручно направљени положени папир се могу направити користећи подесне ваљке у каснијим ступњевима процеса.
Униформни папир не поседује „линије постављања”, што су мале регуларне линије које заостају на папиру кад се ручно прави у калупу направљеном од редова металних жица или бамбуса. Бразде су веома близу једна другој. Оне иду нормално у односу на „линије траке”, које су у већој мери размакнуте. Ручно направљени папир слично томе испољава „неравне ивице”, или грубе и перутне границе.

## Примене
Папир може да буде направљен за широк опсег намена, у зависности од његове намењене употребе.
- За представљање вредности: новчаница, вредносни папир, чек, безбедност (погледајте сигурносни папир), ваучер и карта
- За чување информација: књига, свеска, карирани папир, часопис, новине, уметност, памфлет, писмо
- За личну употребу: дневник, напомена за лично подсећање, etc.; за привремену личну употребу
- За комуникацију: између особа и/или група људи.
- За паковање: валовита кутија, папирна кеса, коверат, папир за паковање и увијање, папирни низ, Charta emporetica и тапете
- За чишћење: Тоалетни папир, марамице, папирни убруси, марамице за лице
- За градњу: папир-маше, оригами, папирнати авиони, квилинг, папирно саће, користи се као материјал у композитним материјалима, папирном инжењерству, грађевински папир и папирна одећа
- За друге намене: шмиргла, брусни папир, упијајући папир, литмус папир, папир универзалног индикатора, папирна хроматографија, електрични изолациони папир (види исто тако диелектрик и пермитивност) и филтер папир

Процењује се да су на папиру базирана решења за чување података обухватала 0,33% тотала 1986. и само 0,007% 2007. године, упркос тога што је у апсолутном смислу, светски капацитет чувања информација на папиру порастао са 8,7 на 19,4 петабајта. Процењује се да су 1986. године на папиру базирана поштанска писма представљала мање од 0,05% светског телекомуникационог капацитета, са тенденцијом оштрог смањења након масивног увођења дигиталних технологија.

## Типови, дебљина и маса
Дебљина папира се обично мери калипером и типично се даје у хиљадитим деловима инча у Сједињеним Државама и у микрометрима (µm) у остатку света. Папир може да буде између 0,07 and 018 mm (0,0028 and 0,7087 in) дебео. Папир се обично карактерише по маси. У Сједињеним Државама, маса додељена папиру је маса табака, 500 листова, варирајућих „основних величина”, пре него што се папир исече у величине у којима улази у продају крајњим корисницима. На пример, табак од 20 lb, 8,5 in × 11 in (216 mm × 279 mm) папира тежи 5 фунти, зато што је добијен пресецањем већег листа у четири комада.
У Европи, и другим регијама које користе ISO 216 систем величина папира, маса се изражава у грамима по квадратном метру (g/m2 или обично само у g) папира. Штампани папир је генерално између 60 g и 120 g. Све теже од 160 g се сматра картицом. Маса табака стога зависи од димензија папира и његове дебљине.
Највећи део комерцијалног папира продатог у Северној Америци се сече на стандардне величине папира базиране на уобичајеним јединицама и дефинисан је дужином и ширином листа папира.
ISO 216 систем који се користи у већини других земаља је базиран на површини листа папира, не на дебљини и дужни листа. Он је иницијално ушао у употребу у Немачкој 1922. године и постепено се проширио са прихватањем метричког система. Највећа стандардна величина папира је A0 (A нула), која има површину од око једног квадратног метра (приближно 1189 × 841 mm). А1 има половину величине A0 листа (i.e., 594 mm × 841 mm), тако да су два А1 листа један поред другог једнака једном А0 листу. Лист A2 је половина величине листа A1, и тако даље. Уобичајене величине које се користе у канцеларијама и домаћинствима су А4 и А3 (А3 има величину два А4 листа).
Густина папира је у опсегу од 250 kg/m3 (16 lb/cu ft) за папирне марамице до 1.500 kg/m3 (94 lb/cu ft) за неке специјализоване папире. Папир за штампање има густину од око 800 kg/m3 (50 lb/cu ft).
Папир се може класификовати у седам категорија:
- Папир за штампање широког варијетета.
- Папир за завијање се користи за заштиту робе и добара. Овом су обухваћени воштани и крафт папир.
- Папир за писање је подесан за канцеларијске захтеве.
- Упијајућа хартија, која обично има малу величину.
- Папир за цртање који обично има грубу површину, и кога обично користе уметници и дизајнери, укључујући касетни папир.
- Ручно направљени папир укључујући већину декоративног папира, ингрес папири, јапански папир и папирне марамице, све од којих карактерише одстуство униформног смера зрна.
- Папири за специјалне намене укључујући цигаретни папир, тоалет папир, и друге индустријске папире.